# خالد بن لؤي
هو الشريف خالد بن منصور بن عبد الله بن حسين بن دخيل الله بن محمد بن لؤي العبدلي الهاشمي القرشي أحد قادة الملك الشريف حسين بن علي ملك الحجاز قبل انشقاقه و تحوله ليكون أحد قادة جيش إخوان من طاع الله و موالياً لسلطان نجد عبد العزيز آل سعود، تولّى إمارة بلدة الخرمة بعد الأمير غالب بن لؤي حينما كانت الخرمة تتبع المملكة العربية الحجازية بعهد الملك حسين بن علي الهاشمي قبل أحداث معركة تربة عام 1919م.

## الثورة العربية الكبرى
خلال الحرب العالمية الأولى ( 1914 ـ 1918م ) اشترك الشريف خالد بن منصور بن لؤي، مع الشريف حسين بن علي ملك الحجاز في الثورة العربية الكبرى على العثمانيين والاتحاديين الأتراك و الطورانيين، فتوجه خالد بن منصور مع الشريف عبد الله بن حسين بن علي على رأس قوة لحصار بقايا الحاميات العثمانية في مدينة الطائف الحجازية، ثم المرابطة بوادي العيس ( شرقي المدينة المنورة )، و بعد الانتصار و نهاية حصار المدينة المنورة و استسلام فخري باشا لثوار الحجاز، وقع خلاف على توزيع الغنائم و الأموال بعد الانتصار و اعتدى أحد رؤساء قبيلة عتيبة المقربين من الشريف عبدالله على الشريف خالد بن منصور، ولم ينتصر له عبد الله بن الحسين و ينصفه من الظلم الذي وقع عليه، ففارقه خالد بن منصور و انسحب من المدينة المنورة وعاد إلى الخرمة وقد اجتمعت عنده عدة عوامل تدفعه إلى الخروج عن طاعة الملك حسين، وتحمله على الانضواء تحت راية أمير نجد عبدالعزيز آل سعود وتبعه أهل الخرمة في الخروج عن طاعة ملك الحجاز الحسين بن علي

## انشقاقه عن مملكة الحجاز

علم المملكة العربية الحجازية

أرسل أمير الخرمه الشريف خالد بن لؤي إلى الملك عبد العزيز رسالة يعرض فيها انضمامه مع أهل الخرمة ودخوله في طاعته وتأثره بدعوة الإمام محمد بن عبد الوهاب في نجد.

## قتاله مع الملك عبد العزيز

### معركة تربة
بعد انضمامه إلى قوات الملك عبد العزيز أرسل عبد الله بن الحسين ثلاث حملات صغيرة استطاع خالد بن لؤي هزيمتها جميعا ثم هاجم عبد الله بن الحسين تربة البقوم والخرمة في طريقه إلى نجد بقوة عسكرية كبيرة من الجيش الملكي الحجازي النظامي ولكن هجوم الإخوان المفاجئ عليه أدى إلى هزيمته في معركة تربة.

### الحرب النجدية الحجازية

علم السلطنة النجدية

بأمر من سلطان نجد عبدالعزيز آل سعود زحف الشريف خالد بن لؤي مع الأمير سلطان بن بجاد بن حميد العتيبي على مدينة الطائف الحجازية مع 16 بيرق من جيش الاخوان النجدي واستطاعوا اخضاعها بعد مجزرة يعتقد ان ضحاياها وصلوا إلى 300 شخص أو أكثر من ذلك، ودخل مكة مع القائد سلطان بن بجاد بن حميد العتيبي بدون قتال وشارك في حصار جدة مع سلطان بن بجاد وولاه بعدها الملك عبد العزيز أميرا على مكة لمدة 3 سنوات. قال القنصل البريطاني ريدر بولرد في رسائله أن بن لؤي تولى الأمور الدينية في مكة وأنه كان شخصاً غير صادق وفي نفس الوقت متعصب دينياً. و كان خالد بن لؤي بدوياً قحاً قوي الشكيمة.

## ذريته
1. سعد وهو من تولى إمارة الخرمة بعد أبيه، وشارك مع الملك عبد العزيز في بقية معارك التوحيد بعد وفاة والده، وساهم مع الملك عبد العزيز في إخماد فتنة السبلة، كنيته أبو نوره ؛ له من الذرية خالد وعبد العزيز. من أحفاده شاكر بن خالد بن سعد محافظ محافظة الخرمة
2. زامل
3. حسين
4. محمد
5. عبد الله

## وفاته
قامت ثورة الادارسة في جازان عام 1351 هـ (1932 ميلادي) وأمره الملك عبد العزيز بالهجوم على مدينة صبيا ولكنه مرض فجأة عندما وصل إلى أبها وتوفى ودفن في وادي بيض بجازان وكان ذلك في يوم الجمعة 11 شعبان 1351 (1932 ميلادي)، وقد رثاه كثير من الشعراء منهم فيحان بن صامل العبدلي بعدة قصائد منها :-